# Rodney Milburn
Rodney "Rod" Milburn, Jr., född 18 maj 1950 i Opelousas i Louisiana, död 11 november 1997 i Port Hudson i Louisiana, var en amerikansk friidrottare.
Milburn blev olympisk mästare på 110 meter häck vid olympiska sommarspelen 1972 i München.